# Relacions Corea del Nord-Guinea Equatorial
Les relacions Corea del Nord-Guinea Equatorial (en coreà: 적도 기니-조선민주주의인민공화국 관계) es refereix a les relacions actuals i històriques entre Guinea Equatorial i Corea del Nord. Mentre que Guinea Equatorial no té representació a Corea del Nord, és un dels pocs estats d'Àfrica en tenir una ambaixada de Corea del Nord, situada a la capital Malabo.
Les relacions diplomàtiques entre Guinea Equatorial i la República Popular Democràtica de Corea (RPDC, comunament coneguda com a Corea del Nord) es van establir en 1969, un any després de la independència de Guinea Equatorial d'Espanya. El primer líder del país, posteriorment president vitalici Francisco Macías Nguema, arribaria a dirigir un dels règims més brutals del continent africà. Malgrat el seu anticomunisme va mantenir estretes relacions amb la Unió Soviètica i diversos estats pro-soviètics, principalment entre ells Corea del Nord. Igual que el règim de Mobutu Sese Seko al Zaire, la RPDC va afavorir Macías Nguema, malgrat la seva oposició ideològica al marxisme-leninisme.
Durant la dècada de 1970 Guinea Equatorial va signar acords militars, tècnics i econòmics amb molts estats socialistes, entre d'altres Corea del Nord. Tropes de l'Exèrcit Popular de Corea també van ser enviats com a assessors a les Forces Armades de Guinea Equatorial. Sota la inspiració del Partit del Treball de Corea, l'únic partit legal al país va passar a anomenar-se de Partit de la Unitat Nacional a Partit Únic Nacional dels Treballadors al juliol de 1971.
Després que Francisco Macías Nguema va ser enderrocat i executat pel seu nebot i successor Teodoro Obiang Nguema Mbasogo el 1979, la seva família va fugir a Pyongyang, on els seus tres fills van ser criats pel govern de Corea del Nord. Un d'ells, Monique, va abandonar la RPDC en 1994, després de quinze anys. El 2013 va publicar les seves memòries, titulades "Sóc Monique, des de Pyongyang".
Malgrat això, s'han mantingut les estretes relacions després del cop, i romanen actives. El 2011 Yang Hyong-sop, el vicepresident del Presidium de l'Assemblea Popular Suprema, va realitzar una visita de quatre dies a Guinea Equatorial. En 2013 el president Teodoro Obiang Nguema Mbasogo, el tercer cap d'estat no monarca que porta més temps governant i un dels líders més rics el món, fou presentat al "primer Premi Internacional Kim Jong-il" per una delegació de Corea del Nord.